# Мюзидора
Мюзидора  (фр. Musidora; 23 февраля 1889 — 11 декабря 1957) — псевдоним французской актрисы Жанны Рок (фр. Jeanne Roques).

## Биография
Мюзидора (с др.-греч. — «подарок муз») — псевдоним французской актрисы театра и кино Жанны Рок, дочери композитора Жака Рока. Всего сыграла в 53 фильмах.
Училась в художественной школе, в студии Шоммера; под руководством Мевисто-старшего изучала в консерватории основы театрального искусства. Там же познакомилась с романистом Пьером Луисом.
На сцене начала выступать в театрах «Монпарнас», «Гренель» и «Гобелен». В кино впервые снялась в фильме «Тяжкий крест» вместе с Рене Наварром и Рене Карл.
В 1914 году начала играть в «Фоли-Бержер» в небольших скетчах с Жюлем Рэмю. Там её увидели Леон Гомон, Фейад и Фескур, искавшие актрису для фильма «Жизнь девы Марии».
Популярность Жанне Рок принес сериал «Вампиры», в котором она первая вывела кинообраз роковой женщины.
Мюзидора также работала сценаристом, режиссёром, писала книги, занималась продюсерской работой.

### Личная жизнь
20 апреля 1927 года Жанна вышла замуж за доктора Клемента Маро, от которого родила сына — Клемента Маро-младшего.
В 1944 году развелась с мужем и занялась написанием книг и режиссёрской работой. Умерла в Париже в 1957 году.

## Цитаты
Мюзидора об актёрах: «…я в то время знала и ценила только трёх великих артистов: Люсьена Гитри, Режан и де Макса…»
Мюзидора: «…Я решительно заявляю, что строила свою игру на жизненных наблюдениях и играла правдиво, с абсолютной искренностью. Мой „немой текст“ на экране я создавала по указаниям Фейада. Я научилась так точно передавать его замысел, что нам никогда не приходилось снимать сцены второй раз, и мы с чистым сердцем считали, что поступаем правильно…»
Луи Арагон: «…Я готов защищать эти полицейские фильмы, которые были такими же выразителями своей эпохи, как в своё время рыцарские романы, романы „жеманные“ или романы „вольнодумные“…»

## Фильмография
- 1915 — Вампиры / Les Vampires
- 1922 — / Soleil et Ombre
- 1924 — / La Terre des Taureaux